# Omar Abdillahi Charmarke
Omar Abdillahi Charmarke Cochine (* 1954) ist ein ehemaliger dschibutischer Leichtathlet, der sich auf den Marathonlauf spezialisiert hatte.
Charmarke gewann 1982 bei den Afrikameisterschaften die Bronzemedaille im Marathonlauf. 1984 in Los Angeles bei der erstmaligen Teilnahme seines Heimatlandes an Olympischen Sommerspielen war er Mitglied des dreiköpfigen Teams aus Dschibuti. Er belegte mit einer Zeit von 2:19:11 h den 32. Platz.
Im Jahr darauf erzielte er beim Marathon in Hiroshima mit 2:10:33 h seine persönliche Bestleistung.